# Бахт, Алиреза
Алиреза Бахт (перс. علیرضا بخت‎; род. 17 сентября 1999) — иранский паратхэквондист. Бронзовый призёр Паралимпийских игр 2024 года.

## Биография
31 августа 2024 года на летних Паралимпийских играх 2024 в Париже Алиреза Бахт соревновался в весовой категории до 80 кг. Он победил в четвертьфинале казахстанца Нурлана Домбаева, в полуфинале уступил узбекскому спортсмену Азадбеку Тоштемирову. В матче за третье место Бахт победил сербского тхэквондиста Николу Спаича и стал бронзовым призёром Паралимпийских игр.